# Inodrillia aepynota
Inodrillia aepynota é uma espécie de gastrópode do gênero Inodrillia, pertencente a família Horaiclavidae.